# Sinapovo
Sinapovo (bulgariska: Синапово) är ett distrikt i Bulgarien.   Det ligger i kommunen Obsjtina Topolovgrad och regionen Chaskovo, i den sydöstra delen av landet, 270 km öster om huvudstaden Sofia.
Omgivningarna runt Sinapovo är en mosaik av jordbruksmark och naturlig växtlighet. Runt Sinapovo är det ganska glesbefolkat, med 26 invånare per kvadratkilometer.